# هنس یاکوبسن
هنس یاکوبسن (دانمارکی: Hans Jakobsen; ۲۰ فوریهٔ ۱۸۹۵ – ۱۷ اکتبر ۱۹۸۰) ژیمناست هنری اهل دانمارک بود.